# Marsdenia tholiformis
Marsdenia tholiformis är en oleanderväxtart som beskrevs av Juárez-jaimes och L.O.Alvarado. Marsdenia tholiformis ingår i släktet Marsdenia och familjen oleanderväxter. Inga underarter finns listade i Catalogue of Life.